# Fodor József (orvos)
Galántai Fodor József (Lakócsa, 1843. július 16. – Budapest, 1901. március 20.) magyar orvos, egyetemi tanár, nemzetközileg elismert higiénikus, „közegészségünk első apostola”, miniszteri tanácsos, a magyar tudományos egyetem rektora és orvostudományi karának a dékánja, egyetemi tanár, a III. osztályú vaskorona rend- és a II. osztályú Szent-Száva rend lovagja.

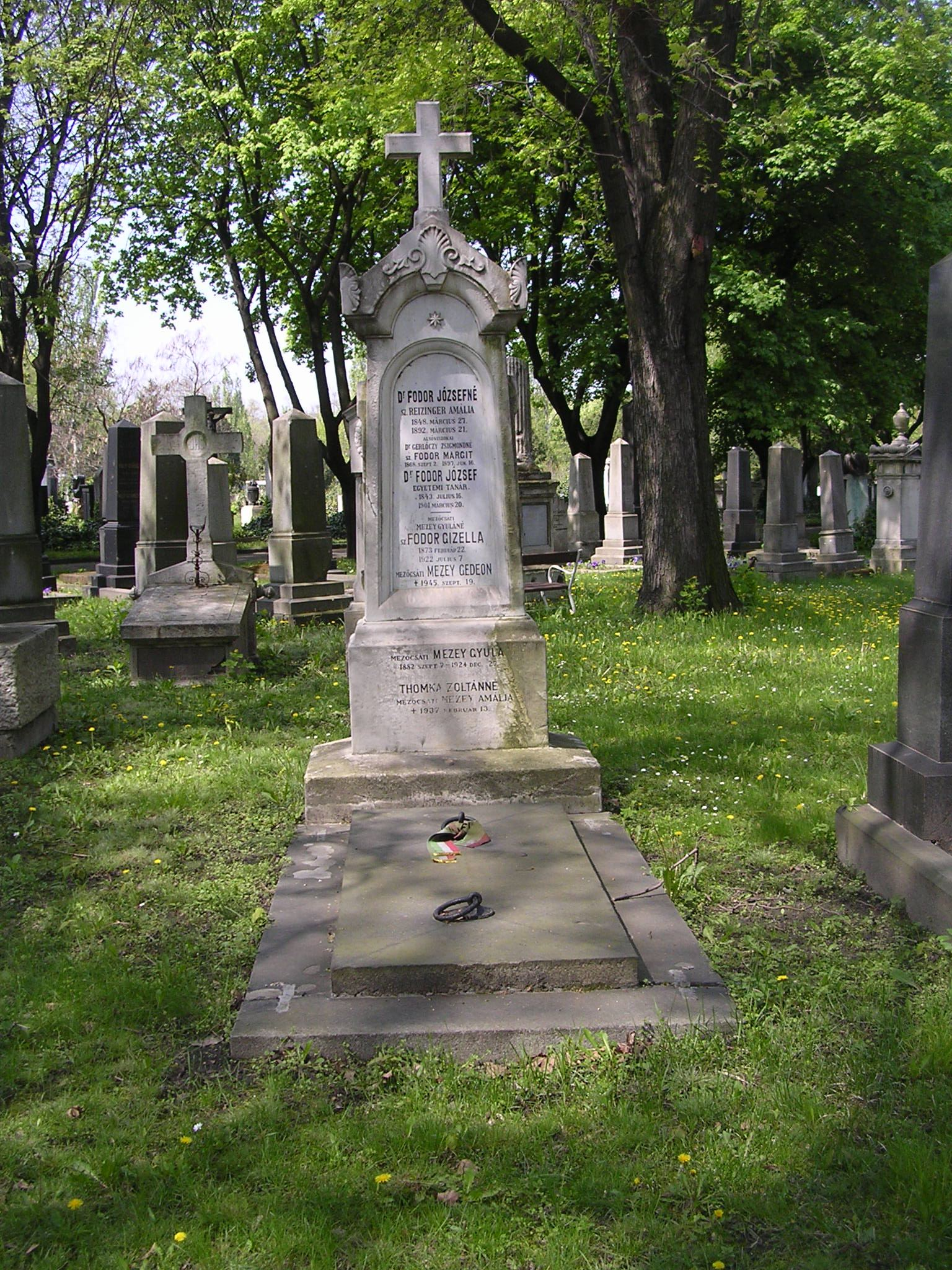
Sírja a Fiumei úti sírkertben (34/1-1-44)

## Élete
Pécsett a ciszterci gimnáziumban végzett 1860-ban, majd orvosi tanulmányokat folytatott Bécsben és a Pesti Tudományegyetemen, ahol 1865-ben orvosdoktorrá avatták. 1866-ban pályázat útján elnyerte az akkori államorvostani tanszék egyik tanársegédi állását Rupp János professzor mellett. 1868–69-ben kórboncnok főorvosi állást is vállalt a Szent Rókus Kórházban. 1869-ben egyetemi magántanárrá nevezték ki közegészségügyi témakörből, és hamarosan állami ösztöndíjat kapott, amellyel kétéves európai körútra indulhatott. Hosszabb időt töltött Münchenben Max von Pettenkofernél, aki a közegészségtannak mint önálló tudománynak úttörője, és első egyetemi tanszékének megalapítója volt, majd átlátogatott Hollandiába, Franciaországba és Angliába. Angliai útján szerzett különösen értékes tapasztalatait – figyelembe véve az ottani fejlettebb társadalmi viszonyokat és előrehaladt iparosodást – 1873-ban 500 oldalas könyvben foglalta össze, mindenütt utalva a hazai, elmaradottabb viszonyokra, valamint ezek javítási lehetőségeire. 1872-ben kinevezték az új kolozsvári tudományegyetem államorvostani tanszékére, innen pedig két év múlva meghívták a pesti Orvoskaron külön az ő számára 1874-ben felállított közegészségtani tanszékre.
Megszervezte a fiatal tudományág oktatási programját, az intézet munkarendjét, amely később a kiépítendő országos higiéniai hálózat számára is mintát adott. Kezdeményezője volt az iskolaorvosi hálózat megteremtésének, az egészségügyi ismeretek széles körű terjesztésének. Mint kutató, hazánkban elsőként kimutatta a vér bizonyos „baktériumölő” anyagait. A hazai közegészségtan megteremtésén túl alkotó módon járult hozzá a mikrobiológiai-immunológiai alapokra helyezett közegészségtan tudományának nemzetközi elismertetéséhez és fejlesztéséhez. 1885-ben Markusovszky Lajossal együtt alapítója volt az Országos Közegészségügyi Egyesületnek. Kutatásaival, előadásaival, bírálataival jelentős mértékben járult hozzá a főváros vízellátásának és csatornázásának akkor legkorszerűbb megoldásához. Javaslatai – mint Hőgyes Endre írta róla – átmentek a köztudatba: „a főváros egészségügyi kormányzata intézkedéseiben igyekezett a higiéne szellemében cselekedni, javította a vízvezetéket, megindította a nagy csatornázási építkezést, minden téren igyekezett emelni a főváros köztisztaságát.. s szép fővárosunk, mely a hetvenes évek végén még a legegészségtelenebb nagyvárosok sorozatában a második helyen állott, negyven, sőt több promille [ezrelék] halálozással, ma a legegészségesebbek közé tartozik tizenhét-tizenkilenc promille halálozással…”
Munkásságáért számos hazai és külföldi elismerésben részesült: 1883-ban levelező, 1885-ben rendes tagjává választotta a Magyar Tudományos Akadémia, díszdoktorává avatta a cambridge-i tudományegyetem, és dísztagja lett számos európai közegészségtani társaságnak.
1901-ben a Budapesti Tudományegyetem Nobel-díjra jelölte.

## Családja
Édesapja Galántai Fodor Antal, Dráva melléki földbirtokos, gazdasági író (1813. július 16. – 1895 szeptember, Pécs); édesanyja, Picha Mária (1823. július 29. – 1898. október 9.). Fodor Józsefnek a felesége Reisinger Amália (1848–1892), akitől több gyermeke született. Gerlóczy Zsigmond belgyógyász apósa, Gerlóczy Géza belgyógyász és Gerlóczy Gedeon építész nagyapja, dédunokája pedig Gerecze Péter felesége.

## Főbb művei

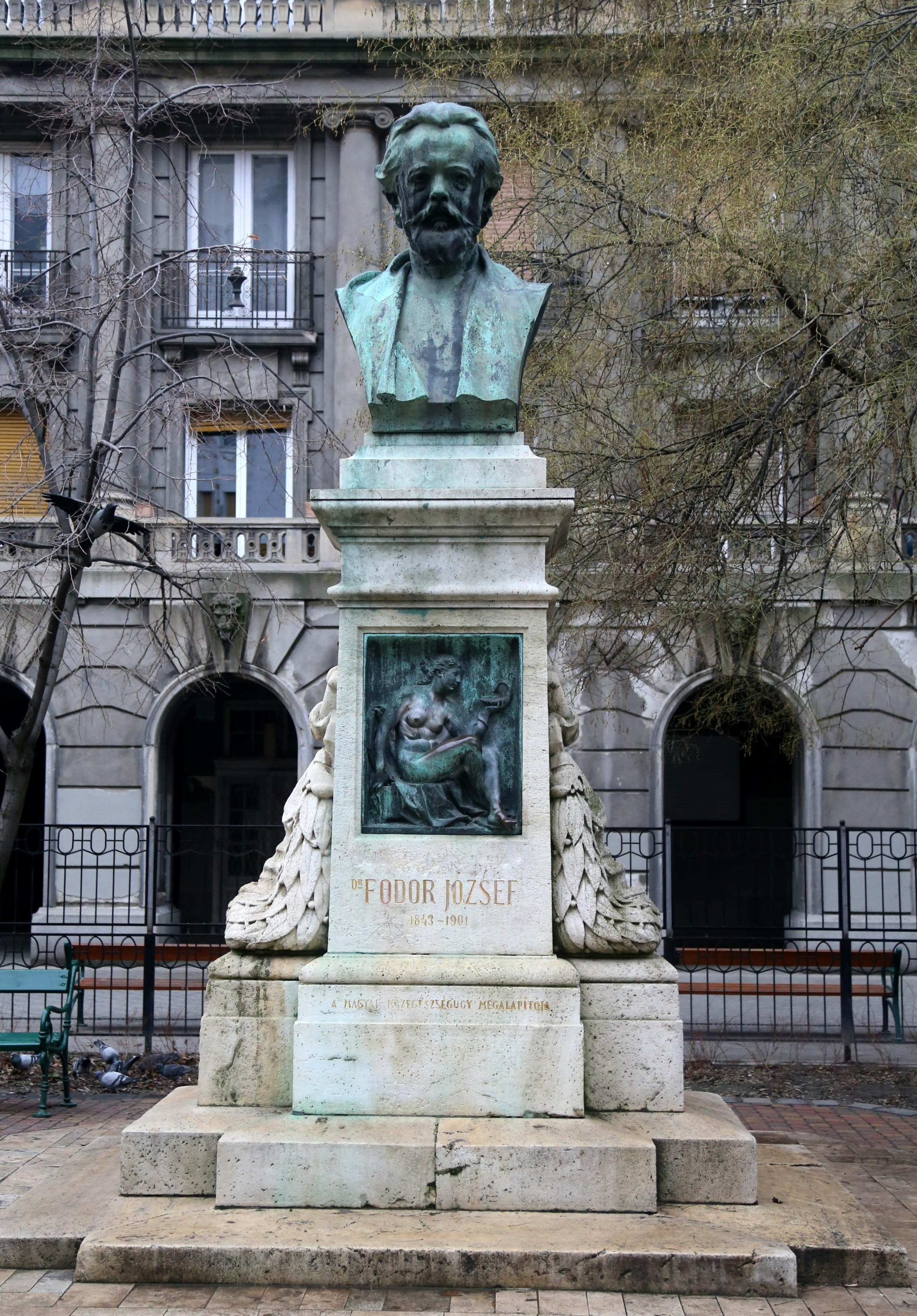
Szobra Budapesten, a Gutenberg téren. A talapzattal együtt 4,8 méteres szobrot ifj. Vastagh György 1909-ben bronzból és mészkőből készítette

- Az árnyékszékrendszerekről. Pest, 1869.
- Közegészségügy Angolországban. Budapest, 1873.
- Felterjesztés a közegészségtani tanszék ügyében. Orvosi Hetilap, 1874.
- Budapest csatornázása. 1884.
- Az egészséges házról és lakásról. Braunschweig, 1877
- Egészségtani kutatások a levegőt, talajt és vizet illetőleg. Budapest, 1881
- A lakásviszonyok befolyása a cholera és typhus elterjedésére. Budapest, 1884
- Bacteriumok az élő állat vérében. Budapest, 1885
- Ujabb kisérletek erekbe fecskendezett bacteriumokkal. Budapest, 1886
- A vérnek bacteriumölő képességéről. Budapest, 1887
- Hygiene des Bodens. Jena, 1893

Szerkesztette a Természettudományi Közlönyt 1879-87-ig és vezette annak Egészségtan rovatát; szerkesztette az Orvosi Hetilap Közegészségügy és törvényszéki orvostan c. szakmellékletét 1882-től s abban számos referátumot, bírálatot stb. közölt; a Népszerű természettudományi előadások Gyűjteményét (Paszlavszky Józseffel együtt), az országos közegészségi egyesület Egészség c. közlönyét 1887-től Budapesten.

## Emlékezete
1909-ben emlékezetére az Országos Közegészségügyi Egyesület bronz mellszobrot (ifj. Vastagh György alkotása) állíttatott fel a fővárosban, a VIII. kerületi Gutenberg téren, a szobortalapzatba vésett „Közegészségügyünk első apostolának” felirattal. Kaposváron egész alakos bronzszobor, szülőfalujában, a Somogy vármegyei Lakócsán szintén mellszobor és emléktábla jelzi a falu neves szülöttének emlékét.